# Scossa (film)
Scossa è un film documentario a episodi italiano del 2011 diretto da Ugo Gregoretti, Carlo Lizzani, Francesco Maselli e Nino Russo.
Il film è stato presentato fuori concorso alla 68ª Mostra internazionale d'arte cinematografica di Venezia. 
L'uscita nelle sale avvenne il 16 marzo 2012, distribuito in Italia da Eagle Pictures. Massimo Ranieri nel ricordare il regista Maselli ha raccontato l'aneddoto su questo film.

## Trama
Narra le vicende legate al terremoto di Messina del 1908.

## Elenco episodi
- Speranza di Carlo Lizzani, con Lucia Sardo e Gioacchino Cappelli
- Lungo le rive della morte di Ugo Gregoretti, con Paolo Briguglia
- Sciacalli di Francesco Maselli, con Massimo Ranieri e Amanda Sandrelli
- Sembra un secolo di Nino Russo, con Gianfranco Quero